# إزيكييل
إزيكييل (9 مارس 1998 بريو دي جانيرو في البرازيل - ) هو رياضي ولاعب كرة قدم برازيلي في مركز مهاجم ‏.

## وصلات خارجية
- إزيكييل على موقع رابطة كرة القدم اليابانية للمحترفين (اليابانية)
- إزيكييل على موقع قاعدة بيانات كرة القدم.إي يو (الإنجليزية)
- إزيكييل على موقع Soccerway.com (الإنجليزية)
- إزيكييل على موقع عالم كرة القدم.نت (الإنجليزية)